# Fleeceware
El Fleeceware és un tipus de malware d'aplicació mòbil que conté una subscripció oculta, amb costos excessius inclosos. Aquest tipus d'aplicacions també s'aprofiten d'aquells usuaris que no saben com cancel·lar una subscripció, i així continuar cobrant-los molt temps després d'haver eliminat l'aplicació.
Són aplicacions malicioses que, malgrat no ser tècnicament un malware, ja que no roben ni difonen les teves dades; sí que es tracten d'apps d'estafa, que utilitzen practiques poc ètiques i legals.
L'any 2020, més de 600 milions d'usuaris havien instal·lat aplicacions fleeceware Android a través de la Play Store.
El terme es va utilitzar per primera vegada en el 2019 per investigadors britànics. Va ser l'empresa de ciberseguretat Sophos, la que va descobrir l'existència d'aquesta mena d'aplicacions en la Play Store.

## Metode més comú de Fleeceware
En moltes ocasions, aquest tipus d'aplicacions emprenen la tàctica d'oferir un període de prova, que permet als usuaris utilitzar certes característiques exclusives de l'aplicació durant un espai de temps limitat, sempre que donin les seves dades bancàries o alguna targeta. Els preus d'aquesta subscripció, després del període de prova, solen estar amagats de manera maliciosa.
En cas que l'usuari esborri l'aplicació a l'estar poc satisfet, sense abans cancel·lar-la, pensant que així aquesta es cancel·larà automàticament, se li cobraran grans quantitats de diners després de finalitzar el període de prova. Els desenvolupadors d'aquesta mena d'aplicacions s'aprofiten d'aquest desconeixement.
Encara que Google i Apple tenen normes estrictes en referència a les compres dins d'apps, no hi ha res que impedeixi als desenvolupadors d'apps fleeceware d'enganyar i aprofitar-se del desconeixement dels seus usuaris.